# An American overture
An American Overture is een compositie van Benjamin Britten. 
Britten verbleef in 1941 in de Verenigde Staten en kreeg een opdracht voor een nieuwe compositie van dirigent Artur Rodzinski en zijn Cleveland Orchestra. Hij componeerde het werk, dat zou dienen als concertouverture tussen 7 en 16 oktober 1941. Vervolgens vertrok hij terug naar zijn vaderland, de partituur in de VS latend. Het werk verdween geheel uit beeld, mede doordat de genoemde dirigent en het orkest in 1943 uit elkaar gingen. Niemand, inclusief de componist, keek nog naar het werk om. In 1972 kocht de New York Public Library een partij goederen op en daar bleek een manuscript van An occasional overture (zoals het werk toch nog heette) in te zitten. De stichting nam contact op met Britten en vroeg of hij dat werk geschreven kon hebben, de componist kon het schrijven van het werk niet herinneren en ontkende. Pas toen de NYPL een fotokopie naar de componist zond, herkende Britten zijn handschrift. Toch verdween het in de la om eigenlijk nooit uitgevoerd te worden. De eerste uitvoering vond pas plaats toen de componist overleden was. Simon Rattle voerde het uit mijn zijn City of Birmingham Symphony Orchestra op 8 november 1983 en namen het ook op.  
Het bijbehorend opusnummer zou nr. 27 moeten luiden, maar Britten gebruikte dat in 1942 voor Hymn to St Cecilia, dat hij op die terugreis voltooide. In 1938 schreef Britten zijn definitieve Occasional overture onder opus 38. 
Benodigd instrumentarium:
- 3 dwarsfluiten (III ook piccolo), 3 hobo’s, 3 klarinetten (III ook basklarinet, 3 fagotten
- 4 hoorns, 3 trompetten, 3 trombones, 1 tuba
- pauken,  2 man/vrouw percussie voor kleine trom, tenortrom, grote trom, tamboerijn, tomtoms, buisklokken, tamboerijn, bekkens, 1 of 2 harp(en), piano/celesta
- violen, altviolen, celli, contrabassen

## Discografie
- Uitgave Chandos: BBC Philharmonic o.l.v. Richard Hickox uit 1995/1996
- Uitgave EMI Group: Simon Rattle en het CBSO
- Uitgave Naxos: Symfonieorkest van Nieuw-Zeeland o.l.v. Myer Fredman